# Circus Baobab (film)
Pour plus de détails, voir Fiche technique et Distribution.
Circus Baobab est un film français réalisé par Laurent Chevallier, sorti en 2001.

## Synopsis
Laurent Chevallier suit le Circus Baobab lors de leur première tournée en Guinée.

## Fiche technique
- Titre : Circus Baobab
- Réalisation : Laurent Chevallier
- Scénario : Jacques Chevallier et Laurent Chevallier
- Musique : Pierre Marcault
- Photographie : Amar Arhab
- Montage : Jeanne Moutard et Ange-Marie Revel
- Production : Mahmoud Alama Konaté (producteur délégué)
- Société de production : Ex Machina, France 2 Cinéma, Kiné Sud Vidéo et Le Poisson Volant
- Pays :  France
- Genre : Documentaire
- Durée : 100 minutes
- Dates de sortie : 
  -  France : 28 février 2001

## Accueil
Thomas Sotinel pour Le Monde estime que le film est « une déclaration d'amour à un groupe et aux paysages qu'il traverse, une espèce de vision onirique de ce que pourrait être la vie de jeunes artistes si on leur donnait enfin l'occasion de vivre plutôt que de survivre ». Serge Kaganski pour Les Inrockuptibles estime que le film est « un road movie, un document sur les métiers du spectacle, une comédie, un film d'action, un film politique ».